# Tod Dockstader
Tod Dockstader (* 20. März 1932 in Saint Paul, Minnesota; † 27. Februar 2015) war ein US-amerikanischer Komponist elektronischer Musik, insbesondere der Musique concrète.

## Musikalischer Werdegang
Dockstader studierte erst Psychologie und Kunst, dann Malerei und Film an der University of Minnesota, bevor er 1955 nach Hollywood zog, um eine Arbeit als Apprentice Film Editor aufzunehmen. Seinen Lebensunterhalt verdiente er mit Cartoons für die lokalen Zeitungen und Magazine. Er entwickelte die Soundtracks für animierte Cartoons und entwarf schließlich auch Geschichten und Storyboards für Cartoons. Seit 1958 arbeitete und lernte er als Toningenieur an den Gotham Recording Studios, wo er auch anfing, sich mit Konkreter Musik zu beschäftigen und zu komponieren.

„Pierre Schaeffers ursprüngliche Definition war, mit dem Klang im Ohr zu arbeiten, direkt mit dem Klang, als Entgegensetzung zur „abstrakten“ Musik, in der Klänge geschrieben wurden. Wie Schaeffer, ein Toningenieur an der Arbeit, hatte ich Übung als „Arbeiter mit Rhythmen, Frequenzen und Intensitäten“. Als Nichtmusiker konnte ich keine Musik schreiben, aber diese „neue Tonkunst“ brauchte keine Notation. Am Anfang wurde Musique concrète nicht einmal als Musik anerkannt. Schaeffers erste Werkschau hieß Ein Konzert der Geräusche“

Zudem gefiel ihm die „demokratische“ Ausrichtung der Konkreten Musik. In Bezug auf Edgar Varèses Poème Électronique nennt er seine „Musik des Zwischenraums“ Organisierte Musik, die Desorganisation der Komposition findet durch die Klänge selbst statt, der Komponist „organisiert“ (oder reorganisiert) die Klänge.
Dockstaders erste Schallplatte, Eight Electronic Pieces, erschien 1960 und wurde später für den Soundtrack von Federico Fellinis Satyricon (1969) verwendet. Das Stück Travelling Music war seine erste Stereokomposition. 1966 erschien auf Owl Records eine Folge von vier Alben, auf denen seine Kompositionen aus der ersten Hälfte der 1960er Jahre veröffentlicht wurden, und auf denen er hauptsächlich mit Manipulationen von Bandmaterial arbeitete. Nachdem er einige Achtungserfolge errungen hatte und hin und wieder auch im Radio neben Karlheinz Stockhausen, Edgard Varèse und John Cage gespielt wurde, schlossen die Gotham Studios und Dockstader hatte keine Möglichkeiten mehr, seine Musik aufzuzeichnen. Er bewarb sich bei unterschiedlichen Institutionen für elektronische Musik, aber wurde mangels akademischer Erfahrung in diesem Bereich abgelehnt. Stattdessen begann er, sich mit audiovisuellen Medien zu beschäftigen, produzierte Filmstrips und Videos für allgemeinbildende Schulen.
In den frühen 1990ern wurden viele der Stücke, die auf Owl erschienen mit neuem unveröffentlichten Material auf zwei CDs (Starkland) wiederveröffentlicht. Anfang des 21. Jahrhunderts erschienen weiter Kompositionen, jetzt auf der Grundlage von Computern anstelle von Bändern, auf Sub Rosa und ReR Megacorp.

## Einflüsse
Zu seinen Einflüssen zählt er Luciano Berio, Otto Luening, Vladimir Ussachevski und Karlheinz Stockhausen. Außerdem unterschiedlichste Instrumentalmusik, besonders die Musik des 20. Jahrhunderts, „alles, was dramatisch, bunt und abenteuerlich war – alles von Igor Stravinskys Feuervogel über Olivier Messiaens Turangalîla-Sinfonie bis zu Pierre Boulezs Le Marteau sans maître“.

## Diskografie
- Eight Electronic Pieces (1961) (Folkways Records, 1968)
- Apocalypse (1961) (Starkland, 1993)
- Luna Park (1961) (Starkland, 1993)
- Drone (1962) (Starkland, 1993)
- Water Music (1963) (Starkland, 1992)
- Quatermass (1964) (Starkland, 1992)
- Two Moons of Quatermass (1964) (Starkland, 1992)
- Four Telemetry Tapes (1965) (Starkland, 1993)
- Omniphony (1966) (ReR Megacorp, 2002)
- Aerial #1 (2003) (Sub Rosa, 2005)
- Pond (mit David Lee Myers) (ReR Megacorp, 2004)
- Bijou (mit David Lee Myers) (2005) (ReR Megacorp, 2005)
- Aerial #2 (2003) (Sub Rosa, 2005)
- Aerial #3 (2003) (Sub Rosa, 2006)